# Eudendrium jaederholmi
Eudendrium jaederholmi är en nässeldjursart som beskrevs av Puce, Cerrano och Bavestrello 2002. Eudendrium jaederholmi ingår i släktet Eudendrium och familjen Eudendriidae.
Artens utbredningsområde är Södra Ishavet. Inga underarter finns listade i Catalogue of Life.